# 보림초등학교 (전북)
보림초등학교는 대한민국 전라북도 정읍시 태인면 북태길 199 (매계리)에 있었던 초등학교이다.

## 연혁
- 1943년 4월 1일 태인중앙공립국민학교 태남분교장 인가
- 1947년 9월 1일 보림국민학교 인가
- 1985년 3월 6일 병설유치원 인가
- 1996년 3월 1일 보림초등학교로 개칭
- 2002년 3월 1일 태인초등학교로 통폐합